# 雪語り
『雪語り』（ゆきがたり）は、2001年11月16日にTarteより発売されたパソコン用恋愛アドベンチャーゲーム。

## 概要
株式会社ディールのアダルトゲームブランドTarteのデビュー作。雪女伝説が語られる雪山での不思議な事件を描く。
2002年6月28日にヒロインを追加した『DVD-Edition』が発売された後、同年12月26日にはドリームキャスト版がTAKUYOから発売された。2003年7月4日にはおまけシナリオ2本を追加した全年齢対象のPCソフト『雪語り リニューアル版』が、2005年7月28日にはさらにそのPlayStation 2版がそれぞれTAKUYOから発売された。そのほか、成人指定のDVDPG版もある。また、美少女遊びより携帯電話アプリ版も配信されている。

## ストーリー
主人公たちが通う学園のスキー教室には、縁結びの効果があると伝えられていた。ところが今年は旅館の改装工事のため、別の山で開催されることになってしまう。縁結びの噂をあてにしていた生徒が参加を取りやめたため、スキー教室は定員割れの危機に。主人公は担任や友人の誘いで参加者に名を連ねるが、そのときの彼には雪山で待ち受ける出来事など知るよしもなかった。

## 登場人物
声の表記は、成人指定作品 / 一般向け作品の順。
新見 孝志（にいみ たかし）※ 名前は変更可能
主人公の少年。男女問わず友人は多い。両親の離婚の記憶にまつわる冬という季節は嫌いである。
これといった特徴はないかのように見えたが、沙紀編では妹同様のサバイバル能力を発揮した。
来生 紫苑（きすぎ しおん）
声：歌織 / 川澄綾子
スキー教室で孝志たちと出逢う女の子。物腰穏やかで人見知りをしないため、すぐに皆と打ち解けた。自分の苗字が好きではないらしく、友人には名前で呼ぶように頼んでいる。
海老原 睦月（えびはら むつき）
声：草柳順子 / 望月久代
孝志の家の隣に住む幼馴染。いつも彼について回っている。運動は苦手。
高荷 朔夜（たかに さくや）
声：かわしまりの / 南央美
昨年の春に転校してきた、孝志の同級生。少し影があり、友人は少ない。スキー教室が行われる雪山のふもとの出身。
新倉 明日香（にいくら あすか）
声：吉川華生 / 豊口めぐみ
孝志の後輩で、なにかと彼に突っかかってくるドジっ子。常に木刀を持ち歩いている。
青柳 千歳（あおやぎ ちとせ）
声：長崎みなみ / 平松晶子
孝志のクラスの担任教師。おっとりした女性で生徒からの人気も高く、「千歳ちゃん」と呼ばれて親しまれている。
『DVD-Edition』からヒロインに昇格した。
新見 沙紀（にいみ さき）※ 主人公と同じ姓となる
声：登場せず / 川上とも子
DC版からの追加キャラクター。他のヒロイン全員を攻略することで登場する。
孝志の妹で、ふだんは学者の父親に付いて世界を回っているが、帰国して生徒でもないのに強引にスキー旅行に同行する。兄に対して度を越した愛情を抱いており、幼馴染の睦月を除く女性が孝志に近づくのを許さない。旅暮らしが長いためサバイバル能力に長けている。
益子 哲也（ますこ てつや）
声：なし / 小西克幸
孝志の同級生。軽薄で本能に忠実だが、友情には篤い。

## スタッフ
- キャラクターデザイン：左、渡辺奈月（一般向け作品）
- シナリオ：紺野優希、四天
- BGM：梶原正裕

## 主題歌
（作詞：紺野優希／作曲：梶原正裕／歌：真白月子）
オープニングテーマ「雪の思い出」
エンディングテーマ「もしも願いが」